# Iversen Peak
Iversen Peak är en bergstopp i Antarktis. Den ligger i Västantarktis. Inget land gör anspråk på området. Toppen på Iversen Peak är 1 897 meter över havet.
Terrängen runt Iversen Peak är platt åt nordost, men åt sydväst är den kuperad. Trakten är obefolkad. Det finns inga samhällen i närheten.